# Lunglei
Lunglei är en stad i den indiska delstaten Mizoram, och är huvudort för ett distrikt med samma namn. Folkmängden uppgick till 57 011 invånare vid folkräkningen 2011, vilket gör den till delstatens näst största stad.